# 四川溲疏
四川溲疏（学名：Deutzia setchuenensis）为虎耳草科溲疏属下的一个种。

## 扩展阅读
- 維基物種上的相關：四川溲疏